# Növényi hormon
A növényi hormonok (fitohormonok) a növények életfolyamatait szabályzó vegyületek, jelmolekulák. Ezeket az egyszerű és összetett  vegyületeket a növények termelik és extrém alacsony koncentrációban vannak jelen a növények szervezetében. A növényi hormonok a növények fejlődésének és növekedésének minden területét szabályozzák: az embriogenezist, a szervek kialakulását és növekedését, a patogének elleni védekezést, stressztűrést, a szaporodás biológiai folyamatok szabályozását. Az állatoktól eltérően nincsenek a növényekben speciális hormon termelő szervek, mirigyek, hanem mindegyik sejt képes hormontermelésre. Először Went és Thimann használta a "fitohormon" elnevezést 1937-ben a könyvükben.
A fitohormonok a növények országának minden tagjában megtalálhatóak, kezdve az egysejtű algáktól a fejlett edényes növényekig és a funkciójuk  hasonló. Bár van néhány molekula, ami bár jelen van az egysejtűekben, de ott nincs olyan fontos szerepük mint a fejlettebb növényeknél, csak ún. másodlagos metabolitok, különösebb hormon hatás nélkül.

## Jellemzőik
A hormon szó görög eredetű és serkentést jelent. A hormonok olyan szabályzó molekulák, amelyek hatnak a növekedésre és a fejlődésre. Kis mennyiségben is nagy hatásuk van. A növekedés mennyiségi (szélesség, hossz, tömeg), a fejlődés minőségi (differenciálódás) változást jelent.
A növényi hormonok az alábbi közös tulajdonságokkal rendelkeznek:
- Speciális fehérjékkel, ún. receptorokkal kerülnek kölcsönhatásba
- Nagyon alacsony koncentrációban is hatnak
- Hatásuk speciális és koncentráció függő
- Keletkezési helyüktől távol is kifejtik hatásukat

## Hormonfajták
- Auxinok
- Etilén
- Citokinin
- Gibberellin
- Abszcizinsav
- Jázmonsav
- szalicilsav
- brasszinoszteroid
- Virágzási hormon
- poliamin
- szisztemin
- sztrigolakton
- Nitrogén-monoxid
- Karrikin
- Triakontanol

## Fordítás
Ez a szócikk részben vagy egészben  a   Plant hormone című angol Wikipédia-szócikk ezen változatának fordításán alapul.  Az eredeti cikk szerkesztőit annak laptörténete sorolja fel. Ez a jelzés csupán a megfogalmazás eredetét és a szerzői jogokat jelzi, nem szolgál a cikkben szereplő információk forrásmegjelöléseként.